# Volksbank Steiermark
Die Volksbank Steiermark AG ist eine österreichische Regionalbank mit Sitz in Graz. Das Institut beschäftigt rund 266 Mitarbeiter und betreibt 26 Standorte. Das Filialnetz liegt im Bundesland Steiermark.

## Geschichte
Im heutigen Bundesland Steiermark waren bereits vor dem Ersten Weltkrieg regionale Volksbanken aktiv. Im Laufe der Jahrzehnte erfolgten mehrere Zusammenlegungen. In den 2010er Jahren waren folgende Banken tätig: Volksbank Steiermark Mitte (geschaffen aus VB Graz-Bruck, VB Bezirk Weiz, VB Süd- und Weststeiermark), Volksbank Süd-Oststeiermark (fusioniert aus VB Hartberg, VB Fürstenfeld-Feldbach) und Volksbank Obersteiermark (verschmolzen aus VB Aichfeld-Murboden, VB Enns- und Paltental, VB Mürztal-Leoben).
Die heutige Volksbank Steiermark entstand im Zuge der Neuordnung des gesamten Volksbankensektors in Österreich im 21. Jahrhundert. Im Jahr 2016 erfolgte die Verschmelzung der Volksbanken Steiermark Mitte AG, Süd-Oststeiermark eGen und Obersteiermark eGen zur neuen Volksbank Steiermark.

## Wirtschaftliche Daten

### Standorte
Die Volksbank Steiermark unterhält 26 Filialen, die sich alle im Bundesland Steiermark befinden. Die Bankzentrale hat ihren Sitz in der Stadt Graz.

### Bilanzdaten
Die Bilanzsumme für das Jahr 2024 lag bei rund 2,8 Milliarden Euro. Die Kernkapitalquote wurde mit 19 % angegeben. An Mitarbeitern wurden 266 ausgewiesen. 
Die Volksbank Steiermark AG hat 4 Hauptaktionäre, welche alle Genossenschaften sind: VB Süd- und Weststeiermark eG (31,26 %), VB Obersteiermark eG (20,58 %), VB Süd-Oststeiermark eG (18,93 %), VB Weiz eG (7,49 %).
Die 4 so genannten „Volksbank-Beteiligungsgenossenschaften“ vereinen 78,26 % der Stammaktien auf sich. Die weiteren 21,74 % halten insgesamt 8 weitere Gesellschafter aus dem Volksbanken-Verbund.

## Genossenschaftsbank
Die Volksbanken haben ihre Wurzel im Genossenschaftssystem nach Hermann Schulze-Delitzsch. Es gibt in Österreich einen gemeinsamen Marketing-Auftritt als Volksbanken-Verbund, ungeachtet dessen sind alle Genossenschaftsbanken rechtlich selbständig. Die Banken sind im Besitz ihrer Genossenschafter, die beim Beitritt einen entsprechenden Geschäftsanteil gezeichnet haben. Die grundsätzliche Gründungsidee der Genossenschaftsbewegung war der Gedanke von der Hilfe zur Selbsthilfe laut Schulze-Delitzsch: 

„Was du nicht allein vermagst, dazu verbinde dich mit anderen, die das gleiche wollen.“

Bei der Volksbank Steiermark sind die Aktionäre und somit die Eigentümer mehrheitlich die Volksbank-Genossenschaften, die ihren Bankbetrieb eingebracht haben. Die Bankkunden können bei einer der VB-Beteiligungsgenossenschaften Genossenschaftsanteile zeichnen und somit Mitinhaber der Genossenschaft werden. 